# Callopepla inachia
Callopepla inachia là một loài bướm đêm thuộc phân họ Arctiinae, họ Erebidae.